# 米卡诺皮 (佛罗里达州)
米卡诺皮（英語：Micanopy），是美国佛罗里达州阿拉楚阿縣下属的一座城镇。建立于1837年。面积约为2.8平方公里（约合1平方英里）。根据2010年美国人口普查，该市有人口600人。论人口在本州排行第362。